# Ayuki
Ayuki Khan (Namensvarianten u. a. Ayuka, Ajuka, Aiuk; * 1642; † 20. September 1724, reg. 1669–1724) war ein namhafter Khan des Kalmückischen Khanat an der Wolga, Sohn von Puntsuk, Enkel Daichins.

## Machtergreifung
Ayuki wurde beim Tod seines Vaters Puntsuk die Anerkennung verweigert (1669). Zum Beispiel desertierte sein (noch von Puntsuk betrogener) Onkel Dugar zu den Krimtataren bzw. Asower Nogaiern und griff Ayukis Leute westlich der Wolga an. Vor allem aber rückte Ablay, der Prinz der Choschuten und ein alter Feind der Familie, mit seinen Verwandten gegen die Lager von Ayukis Großvater Daichin vor. Danach schrieb Ablay an Moskau und wollte anstelle Ayukis einen Vertrag mit dem Zarenreich schließen. Ayuki verlor viele Leute, musste sich mit den abtrünnigen Prinzen versöhnen und neue Verbündete finden. Auch die zu den Kalmücken gehörenden Nogaier-Gruppen waren desertiert, mussten besiegt und wieder angeschlossen werden. Dann griff er Ablay an, zu einem Zeitpunkt, als sich die Choschuten über die Verteilung der neugewonnenen Lager stritten. Er siegte in einem Treffen, verlor ein zweites und war gezwungen, Moskau um Hilfe zu ersuchen (1672). Mit der Hilfe der Kabardiner, der Kosaken und der Astrachaner Musketiere stellte er sich erneut, konnte Ablays Armee zerschlagen und ihn gefangen nehmen. Dann ging er erneut gegen die Nogaier und zuletzt gegen seinen Onkel Dugar vor, dessen (wertvolle) Unterstützung er nun nicht länger benötigte. Dugar wurde wie zuvor schon Ablay an Russland ausgeliefert (1673).

## Das Bündnis mit dem Zarenreich
Ayuki war sich der Macht des Zarenreiches und seiner Abhängigkeit von diesem bewusst und machte stärkere Zugeständnisse an die Allianz. So durften die Kalmücken z. B. nur in Moskau und Astrachan Handel treiben und kalmückische Flüchtlinge wurden nur ausgeliefert, wenn sie nicht zum Christentum übertraten, also nur selten. Und schließlich musste Ayuki seine außenpolitischen Aktivitäten zu mehreren Nachbarn einschränken. Ihm wurden zwar Subsidien u. Ä. versprochen, aber praktisch nicht gezahlt. Die Politik des Zarenreiches bestand darin, die Kalmücken in russische Untertanen zu verwandeln. Aber Ayuki hielt sich ebenso wenig wie die Russen an die Spielregeln und die diesbezüglichen Verträge blieben Papier. Schließlich riss Moskau der Geduldsfaden, betrachtete Ayuki als Verräter, ermutigte die Nogaier zur Flucht und die Kosaken zu Angriffen auf die Kalmücken (was die Kosaken und Baschkiren ohnehin schon taten).
Auch Ayuki sah sich hintergangen. Als Reaktion darauf schloss sich der Khan 1680 der Gegenseite (Osmanen und Krimtataren) an, überfiel die Don-Kosaken (1680, 1683) und mit angeblich 40.000 Mann die Provinzen um Ufa und Kasan, unterbrach auch die Verbindung nach Astrachan (1681–1683). Da die Kalmücken aber mit nur 3 Kanonen und 4000 Musketen nicht viel Handlungsspielraum hatten, blieb es dabei und man einigte sich wieder halbwegs (1683).
Mit der Eroberung Asows durch Russland (Peter I., reg. 1682–1725) 1696 erkannte Ayuki, dass er erneut die Seite wechseln musste und schloss im Juli 1697 einen neuen Vertrag mit Russland (Botschafter: B. Golizyn). Peter I. verfolgte eine andere Politik als seine Vorgänger: Ruhe und Sicherheit an der Grenze war ihm wichtiger als der Untertanenstatus der Kalmücken. Im neuen Vertrag wurde das Weideland der Kalmücken nicht beschränkt und ihre Flüchtlinge wurden abgewiesen. Ayuki revanchierte sich, seine Bündnistreue blieb auch in den schwierigen Jahren des Nordischen Krieges erhalten. Allerdings musste Moskau seine Eigenmächtigkeiten noch durch sieben weitere Verträge regeln. 1722 trafen sich Ayuki und der Zar in Saratow.

## Bündnisse und Unternehmungen im Osten
Der Khan unterhielt weiterhin Kontakte ins alte Stammland, d. h. zu den Dschungaren (-zur Herkunft der Kalmücken vgl. Oiraten-). Deren Herrscher Tsewang Rabdan (reg. 1697–1727) bekam eine Tochter Ayukis zur Frau, brach aber einen Konflikt vom Zaun, als er ihren Bruder Sandschin und die 10.000 Mann seiner Begleitung festhielt (1701–1704). In Folge dieser Spannungen mit Tsewang Rabdan erschien auch eine Gesandtschaft des Qing-Reiches bei Ayuki (1712/4, nachdem sich ein Neffe Ayukis, Arabjur bei seiner Rückkehr von einer Pilgerreise nach Tibet unter den Schutz Chinas stellen musste). Ebenso verhandelte Chinas Gesandtschaft mit dem Gouverneur Sibiriens, M. Gagarin. Ayuki suchte Rückendeckung gegen Tsewang Rabdan und erleichterten Zugang nach Tibet, speziell zu tibetischer Medizin.

## Ayukis Tod
Mit zunehmendem Alter wurde Ayuki durch seinen energischen und populären Sohn Chakdorjab verdrängt. 1722 verstarb Chakdorjab an Alkoholvergiftung, aber es gibt Indizien, dass er (durch russische Intrigen) ermordet wurde. Analog dazu baute Moskau seit 1718 Befestigungslinien, die das Weideland der Kalmücken im Norden begrenzten. Als Ayuki 1724 starb, war das Zarenreich ohne weiteres in der Lage, sich die Nachfolgefrage einzumischen und (mit dem Versprechen russischer Truppenhilfe und unter Umgehung der legitimen Thronanwärter) seinen eigenen Kandidaten als Khan (ausgestattet mit dem untergeordneten Rang eines Vizekönigs) einzusetzen. Erst als sich die Kalmücken ernsthaft zum völligen Abzug nach Osten und Westen entschlossen und dementsprechende Unruhen an der Grenze auszubrechen drohten, musste Moskau nachgeben. Neuer Khan (bzw. Vizekönig) wurde Cheren Donduk (reg. 1724–35).
„Du sagst, du willst ein noyon (=Titel eines mong. Heerführers) werden, um die Leute zu regieren. Um ein noyon zu sein, musst du wissen, wenn du deine Untertanen als Gleichgestellte behandeln musst, wenn du sie regieren musst, und wenn du für sie sorgen musst, wie eine Mutter für ihr Kind sorgt.“ Daichin an seinen Enkel Ayuki.